# Santo Domingo (Nova Ecija)
Santo Domingo é um município de  terceira classe de renda municipal (d) na província Nova Ecija, nas Filipinas. De acordo com o censo de 1 de maio  de  2020 possui uma população de 61 092 pessoas e 15 041 domicílios.